# Olympische Sommerspiele 1908/Wasserspringen
Bei den IV. Olympischen Spielen 1908 in London fanden zwei Wettbewerbe im Wasserspringen statt. Austragungsort war das Schwimmbecken im White City Stadium, dessen Sprungturm mechanisch unter die Wasseroberfläche gesenkt und bei Bedarf wieder angehoben werden konnte.

## Medaillenspiegel
| Platz | Land               | Gold | Silber | Bronze | Gesamt |
| ----- | ------------------ | ---- | ------ | ------ | ------ |
| 1     | Deutsches Reich    | 1    | 1      | 1      | 3      |
| 1     | Schweden           | 1    | 1      | 1      | 3      |
| 3     | Vereinigte Staaten | –    | –      | 1      | 1      |

## Ergebnisse

### Kunstspringen
| Platz | Land | Sportler             | Punkte |
| ----- | ---- | -------------------- | ------ |
| 1     | GER  | Albert Zürner        | 85,5   |
| 2     | GER  | Kurt Behrens         | 85,3   |
| 3     | USA  | George Gaidzik       | 80,8   |
| 3     | GER  | Gottlob Walz         | 80,8   |
| 5     | GER  | Fritz Nicolai        | 81,8   |
| 6     | GBR  | Herbert Pott         | 79,6   |
| 7     | GBR  | Harold Clarke        | 81,8   |
| 8     | GER  | Heinrich Freyschmidt | 79,3   |

Datum: 14. bis 18. Juli 1908 

23 Teilnehmer aus 8 Ländern
Die Kunstspringer mussten jeweils vier Pflicht- und drei Kürsprünge von 1-Meter- und vom 3-Meter-Brett absolvieren. Vorgegeben waren zwanzig mögliche Sprünge mit einem Schwierigkeitsgrad von 1 bis 10. Dieser Wert wurde jeweils zur Ausführungsnote (bis 10) hinzugezählt, das Ergebnis dann durch drei geteilt. In den Vorkämpfen gab es sechs Gruppen, jeweils die zwei Besten kamen weiter in das Halbfinale. In den Halbfinalgruppen qualifizierten sich wiederum die zwei Besten für das Finale.

### Turmspringen
| Platz | Land | Sportler          | Punkte |
| ----- | ---- | ----------------- | ------ |
| 1     | SWE  | Hjalmar Johansson | 83,75  |
| 2     | SWE  | Karl Malmström    | 78,73  |
| 3     | SWE  | Arvid Spångberg   | 74,00  |
| 4     | SWE  | Robert Andersson  | 68,30  |
| 5     | USA  | George Gaidzik    | 56,30  |
| 6     | FIN  | Toivo Aro         | 62,70  |
| 7     | GBR  | Harold Goodworth  | 59,48  |
| 8     | SWE  | Hilmer Löfberg    | 59,18  |

Datum: 20. bis 24. Juli 1908 

24 Teilnehmer aus 6 Ländern

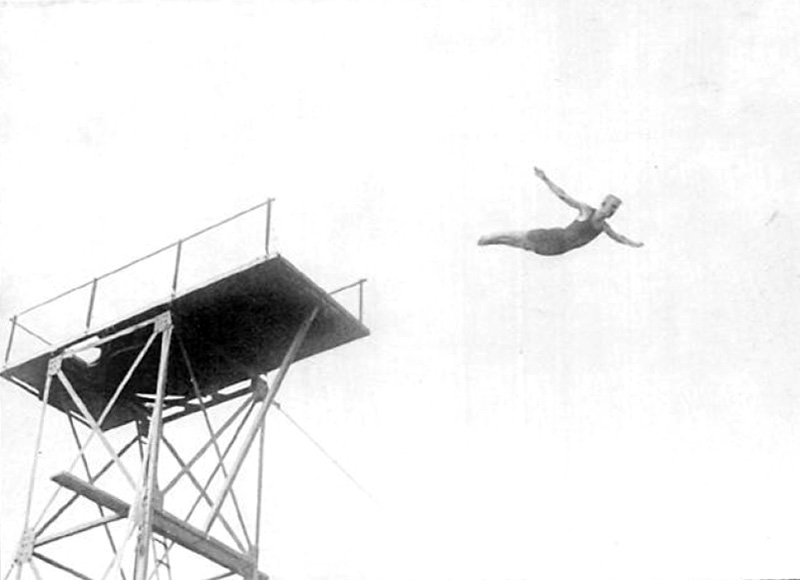
Arvid Spångberg

Die Turmspringer mussten jeweils vier Pflicht- und drei Kürsprünge von 5-Meter- und vom 10-Meter-Brett absolvieren. Vorgegeben waren 14 mögliche Sprünge mit einem Schwierigkeitsgrad von 1,2 bis 2,1. Für die Ausführung konnten die Kampfrichter bis zu zehn Punkte vergeben. In den Vorkämpfen gab es fünf Gruppen, jeweils die zwei Besten kamen weiter in das Halbfinale. In den Halbfinalgruppen qualifizierten sich wiederum die drei Besten für das Finale. Der Wettkampf wurde von den Schweden dominiert. Sie stellten sechs der zehn Halbfinalisten und belegten im Finale die ersten vier Plätze.